# Marco Crugnola
Marco Crugnola (Varese, 24 maggio 1983) è un ex tennista italiano.
I suoi migliori ranking ATP sono stati la 165ª posizione in singolare nel luglio 2009 e la 118ª in doppio nell'aprile 2009.

Il miglior risultato in un torneo del Grande Slam è stato il primo turno agli Australian Open 2011 dopo aver superato i turni di qualificazione. Ha vinto in doppio 8 titoli Challenger e 19 ITF, mentre in singolare ha vinto 4 tornei ITF.

## Caratteristiche tecniche
Era un giocatore destro con uno stile di gioco veloce e moderno, cercava di concludere gli scambi con pochi colpi e non disdegnava discese a rete, palle smorzate e volée. Era dotato di un buon dritto ma soprattutto di un ottimo rovescio a una mano; ha collezionato buoni risultati non soltanto sulla terra battuta ma anche sulle altre superfici. Nel corso degli anni, ha migliorato molto gli spostamenti. Ha scontato forse un'eccessiva "pigrizia" nei movimenti laterali, che lo vedevano in difficoltà se non era lui stesso a prendere l'iniziativa e comandare il gioco con il suo brillante gioco d'attacco, caratteristica che lo contraddistingueva.

## Carriera

### 2010
Il primo risultato di rilievo del 2010 è il terzo turno raggiunto al Challenger di Dallas a febbraio, e non va oltre il secondo turno al Challenger di Bergamo e a quello di Sanremo. Al Cremona Challenger supera il nº 90 ATP Rajeev Ram e al terzo turno esce sconfitto al tie-break del terzo set contro Marius Copil. Non va oltre il primo turno nei Challenger successivi e viene eliminato nelle qualificazioni al torneo di Umago. Ad agosto 2010 vince il primo trofeo stagionale al Futures Italy F21 superando in finale Matthias Bachinger, subito dopo si aggiudica il torneo di doppio all'Italy F22 in coppia con Alessandro Motti. Raggiunge la finale anche al successivo Challenger di Manerbio e raccoglie solo 5 giochi contro Robin Haase. Uscito al terzo turno al Challenger di Siviglia e al turno di esordio agli Internazionali di Tennis dell'Umbria, viene eliminato nelle qualificazioni all'ATP 250 di Bucarest da Albert Ramos Viñolas. Al successivo Challenger di Napoli esce di scena al secondo turno per mano di Farruch Dustov. Nel finale di stagione arrivano l'eliminazione al primo turno al Challenger di Palermo, quella nei quarti di finale al Futures Italy F30 e la sconfitta al secondo turno al Challenger altoatesino di Ortisei.

## Dopo il ritiro
Dopo 18 mesi contrassegnati da alcuni infortuni che lo tengono spesso lontano dai campi di gioco, a metà del 2013 subisce il serio infortunio al ginocchio che compromette la sua carriera, tenta il rientro nel 2014 ma dopo due tornei si ritira dall'agonismo. Rimane comunque nel mondo del tennis e fonda la ACE Manager, azienda di servizi del tennis che organizza tornei Futures e Challenger e altri eventi nel settore. Commenta inoltre incontri di tennis per Sky Sport.

## Statistiche

### Tornei minori

#### Singolare

##### Vittorie (4)
| Legenda tornei minori |
| Challenger (0)        |
| Futures (4)           |

| N. | Data              | Torneo                        | Superficie  | Avversario in finale | Punteggio        |
| 1. | 11 settembre 2005 | Italy F29, Como               | Terra rossa | Fabio Colangelo      | 6(3)–7, 6-3, 6-2 |
| 2. | 7 maggio 2006     | Great Britain F7, Bournemouth | Terra rossa | Marcus Sarstrand     | 4-6, 6-1, 7-5    |
| 3. | 15 agosto 2010    | Italy F21, Appiano            | Terra rossa | Matthias Bachinger   | 6-4, 3-6, 6-2    |
| 4. | 9 ottobre 2011    | Italy F30, Napoli             | Terra rossa | Enrico Iannuzzi      | 7–6(4), 6-2      |

##### Finali perse (4)
| Legenda tornei minori |
| Challenger (2)        |
| Futures (2)           |

| N. | Data             | Torneo                     | Superficie  | Avversario in finale | Punteggio           |
| 1. | 13 novembre 2006 | Iran F6, Kish Island       | Terra rossa | Adam Vejmelka        | 7–6(3), 1-6, 6(6)–7 |
| 2. | 25 febbraio 2007 | Italy F2, Trento           | Terra rossa | Andrea Stoppini      | 1-6, 6-3, 6(2)–7    |
| 3. | 15 agosto 2008   | Cidade de Vigo, Vigo       | Terra rossa | Pablo Andújar        | 1-6, 6-3, 3-6       |
| 4. | 29 agosto 2010   | Trofeo Dimmidisì, Manerbio | Terra rossa | Robin Haase          | 3-6, 2-6            |

#### Doppio

##### Vittorie (27)
| Legenda tornei minori |
| Challenger (8)        |
| Futures (19)          |

| N.  | Data              | Torneo                                              | Superficie    | Compagno              | Avversari in finale                      | Punteggio              |
| 1.  | 8 maggio 2005     | Italy F11, Valdengo                                 | Terra rossa   | Stefano Ianni         | Mattia Livraghi Giuseppe Menga           | 6-2, 6-1               |
| 2.  | 19 giugno 2005    | Serbia & Montenegro F2, Belgrado                    | Terra rossa   | Fabio Colangelo       | Jerome Becker Peter Mayer Tischer        | 4-6, 6-3, 6-1          |
| 3.  | 11 settembre 2005 | Italy F29, Como                                     | Terra rossa   | Alessandro Da Col     | Luca Bonati Giancarlo Petrazzuolo        | 6-4, 6-4               |
| 4.  | 20 novembre 2005  | USA F29, Honolulu                                   | Cemento       | Stefano Ianni         | Brendan Evans Pete Stroer                | 1-6, 6-3, 7–6(4)       |
| 5.  | 29 gennaio 2006   | France F1, Deauville                                | Terra rossa   | Alessandro Da Col     | Julien Jeanpierre Nicolas Renavand       | 7–6(5), 4-6, 7-5       |
| 6.  | 19 febbraio 2006  | Italy F1, Bari                                      | Terra rossa   | Alessandro Da Col     | Daniele Giorgini Giancarlo Petrazzuolo   | 6-3, 6-3               |
| 7.  | 11 marzo 2006     | Morocco F1, Agadir                                  | Terra rossa   | Fabio Colangelo       | Bastian Knittel Eric Scherer             | 6-1, 6-4               |
| 8.  | 19 marzo 2006     | Morocco F2, Marrakesh                               | Terra rossa   | Fabio Colangelo       | Dmitriy Kamynin Artem Smyrnov            | 7-5, 5-7, 6-2          |
| 9.  | 7 maggio 2006     | Great Britain F7, Bournemouth                       | Terra rossa   | Fabio Colangelo       | David Brewer Mat Lowe                    | 6-1, 5-7, 6-3          |
| 10. | 5 novembre 2006   | Iran F5, Kish Island                                | Terra rossa   | Fabio Colangelo       | Victor Bruthans Michał Przysiężny        | 6-3, 6-1               |
| 11. | 12 novembre 2006  | Iran F6, Kish Island                                | Terra rossa   | Fabio Colangelo       | Ravishankar Pathanjali Navdeep Singh     | 7-5, 6-2               |
| 12. | 7 ottobre 2007    | Italy F34, Sassari                                  | Terra rossa   | Fabio Colangelo       | Cesare Gallo Andrea Volpini              | 6-2, 6-2               |
| 13. | 14 ottobre 2007   | Italy F35, Settimo San Pietro                       | Terra rossa   | Fabio Colangelo       | Thomas Fabbiano Walter Trusendi          | 7-5, 4-6, [10-8]       |
| 14. | 22 giugno 2008    | Braunschweig Open, Braunschweig                     | Terra rossa   | Óscar Hernández       | Werner Eschauer Philipp Oswald           | 7–6(4), 6-2            |
| 15. | 20 luglio 2008    | Riviera Di Rimini Challenger, Rimini                | Terra rossa   | Leonardo Azzaro       | Catalin Gard Matwé Middelkoop            | 6-1, 6-1               |
| 16. | 3 agosto 2008     | Internazionali del Friuli Venezia Giulia, Cordenons | Terra rossa   | Alessio Di Mauro      | David Škoch Igor Zelenay                 | 1-6, 6-4, [10-6]       |
| 17. | 17 agosto 2008    | Ciudade De Vigo, Vigo                               | Terra rossa   | Alessandro Motti      | Pedro Clar-Rossello Pablo Martin-Adalia  | 6-3, 4-6, [10-4]       |
| 18. | 6 novembre 2009   | Città di Como Challenger, Como                      | Terra rossa   | Alessandro Motti      | Treat Conrad Huey Harsh Mankad           | 7–6(3), 6-2            |
| 19. | 22 agosto 2010    | Italy F22, Este                                     | Terra rossa   | Alessandro Motti      | Olivier Charroin Romain Jouan            | 3-6, 6-3, [10-8]       |
| 20. | 17 settembre 2011 | Banja Luka Challenger, Banja Luka                   | Terra rossa   | Rubén Ramírez Hidalgo | Jan Mertl Matwé Middelkoop               | 7–6(3), 3-6, [10-8]    |
| 21. | 15 ottobre 2011   | Italy F31, Biella                                   | Terra rossa   | Fabio Colangelo       | Andrea Arnaboldi Walter Trusendi         | 6-2, 1-6, [10-8]       |
| 22. | 22 ottobre 2011   | Great Britain F16, Glasgow                          | Cemento (i)   | Fabio Colangelo       | Daniel Evans Andrew Pitzpatrick          | 6-4, 2-6, [15-13]      |
| 23. | 24 marzo 2012     | Italy F1, Trento                                    | Cemento (i)   | Claudio Grassi        | Nikola Ćaćić Damir Džumhur               | 6-4, 6-4               |
| 24. | 18 maggio 2013    | Egypt F7, Sharm El Sheikh                           | Terra battuta | Riccardo Sinicropi    | Andrew Fitzpatrick Andoni Vivanco-Guzman | 7–6(4), 6-2            |
| 25. | 22 giugno 2013    | Milano ATP Challenger, Milano                       | Terra rossa   | Daniele Giorgini      | Alex Bolt Peng Hsien-yin                 | 4-6, 7-5, [10-8]       |
| 26. | 27 luglio 2013    | Orbetello Challenger, Orbetello                     | Terra rossa   | Simone Vagnozzi       | Guillermo Durán Renzo Olivo              | 7–6(3), 6(5)–7, [10-6] |
| 27. | 22 febbraio 2014  | Italy F2, Rovereto                                  | Terra battuta | Luca Vanni            | Fabrice Martin Hugo Nys                  | 6-4, 6-4               |

##### Finali perse (16)
| Legenda tornei minori |
| Challenger (6)        |
| Futures (10)          |

| N.  | Data              | Torneo                                              | Superficie    | Compagno                | Avversari in finale                    | Punteggio           |
| 1.  | 17 luglio 2005    | Italy F21, Carpi                                    | Terra rossa   | Alessandro Da Col       | Alberto Soriano Adam Vejmelka          | 3-6, 6-2, 5-7       |
| 2.  | 31 luglio 2005    | Italy F23, Foligno                                  | Terra rossa   | Ismar Gorcic            | Filippo Figliomeni Matteo Marrai       | 5-7, 2-6            |
| 3.  | 6 novembre 2005   | Canada F1, Toronto                                  | Cemento (i)   | Yordan Kanev            | Benjamin Becker Phil Stolt             | 6(4)–7, 6-4, 4-6    |
| 4.  | 26 marzo 2006     | Morocco F3, Khemisset                               | Terra rossa   | Fabio Colangelo         | Jérémy Chardy Dusan Karol              | 5-7, 5-7            |
| 5.  | 4 giugno 2006     | Italy F16, Cesena                                   | Terra rossa   | Francesco Piccari       | Diego Alvarez Alessandro Motti         | 6(4)–7, 6-3, 1-6    |
| 6.  | 20 agosto 2006    | Internazionali del Friuli Venezia Giulia, Cordenons | Terra rossa   | Marco Pedrini           | Francesco Aldi Lovro Zovko             | 4-6, 3-6            |
| 7.  | 21 gennaio 2007   | Great Britain F2, Sunderland                        | Cemento (i)   | Fabio Colangelo         | Jean-François Bachelot Stéphane Robert | 3-6, 4-6            |
| 8.  | 1º aprile 2007    | Tennis Napoli Cup, Napoli                           | Terra rossa   | Alessio Di Mauro        | Flavio Cipolla Marcel Granollers       | 4-6, 2-6            |
| 9.  | 15 luglio 2007    | Mantova Challenger, Mantova                         | Terra rossa   | Leonardo Azzaro         | Andrej Golubev Francesco Piccari       | 3-6, 2-6            |
| 10. | 20 aprile 2008    | Challenger dell'Insubria, Chiasso                   | Terra rossa   | Fabio Colangelo         | Mariano Hood Alberto Martín            | 6-4, 6(4)–7, [9-11] |
| 11. | 15 febbraio 2009  | Italy F1, Bari                                      | Terra rossa   | Fabio Colangelo         | Deniss Pavlovs Walter Trusendi         | 6-4, 3-6, [4-10]    |
| 12. | 19 luglio 2009    | Riviera Di Rimini Challenger, Rimini                | Terra rossa   | Leonardo Azzaro         | Matthias Bachinger Dieter Kindlmann    | 4-6, 2-6            |
| 13. | 30 maggio 2010    | Alessandria Challenger, Alessandria                 | Terra rossa   | Daniel Muñoz de la Nava | Ivan Dodig Lovro Zovko                 | 4-6, 4-6            |
| 14. | 8 ottobre 2011    | Italy F30,, Napoli                                  | Terra rossa   | Matteo Volante          | Alessandro Bega Riccardo Sinicropi     | 6(4)–7, 6(4)–7      |
| 15. | 28 gennaio 2012   | Germany F3, Kaarst                                  | Sintetico (i) | Philipp Oswald          | Alexander Flock Nils Langer            | 4-6, 3-6            |
| 16. | 15 settembre 2012 | Italy F26, Siena                                    | Terra         | Mikhail Vasiliev        | Romain Arneodo Jerome Inzerillo        | 2-6, 2-6            |

## Risultati in progressione
| Torneo                | 2007 | 2008 | 2009 | 2010 | 2011 | 2012 | 2013 | 2014 | Carriera V-P |
| --------------------- | ---- | ---- | ---- | ---- | ---- | ---- | ---- | ---- | ------------ |
| Australian Open       | A    | A    | Q2   | Q1   | 1T   | Q2   | A    | A    | 0–1          |
| Open di Francia       | Q1   | A    | Q1   | A    | A    | A    | A    | A    | 0–0          |
| Wimbledon             | Q3   | A    | Q3   | A    | Q3   | A    | A    | A    | 0–0          |
| US Open               | Q1   | A    | Q1   | A    | A    | A    | A    | A    | 0–0          |
| Vittorie-Sconfitte    | 0–0  | 0–0  | 0–0  | 0–0  | 0–1  | 0–0  | 0–0  | 0–0  | 0–1          |
| Finali ATP World Tour | 0    | 0    | 0    | 0    | 0    | 0    | 0    | 0    | 0            |
| Tornei vinti          | 0    | 0    | 0    | 0    | 0    | 0    | 0    | 0    | 0            |
| Ranking di fine anno  | 342  | 233  | 225  | 235  | 264  | 513  | 642  | 1855 | N/A          |

| Sigla      | Risultato               |
| ---------- | ----------------------- |
| V          | Vincitore               |
| F          | Finalista               |
| SF         | Semifinalista           |
| QF         | Quarti di Finale        |
| 4T         | Quarto turno            |
| 3T         | Terzo turno             |
| 2T         | Secondo turno           |
| 1T         | Primo turno             |
| A          | Assente                 |
| Q1, Q2, Q3 | Turni di Qualificazione |

### Guadagni *
| Anno     | World Tour 250 | Challenger | Futures | Totale | Guadagni ($) | Posizione |
| -------- | -------------- | ---------- | ------- | ------ | ------------ | --------- |
| 2004     | 0              | 0          | 0       | 5      | 1.574        | 1163      |
| 2005     | 0              | 0          | 5       | 0      | 11.773       | 513       |
| 2006     | 0              | 0          | 8       | 8      | 21.623       | 397       |
| 2007     | 0              | 0          | 2       | 2      | 40.386       | 316       |
| 2008     | 0              | 4          | 0       | 4      | 49.878       | 303       |
| 2009     | 0              | 1          | 0       | 1      | 75.005       | 242       |
| 2010     | 0              | 0          | 2       | 2      | 34.771       | 353       |
| 2011     | 0              | 1          | 3       | 4      | 69.560       | 247       |
| 2012     | 0              | 0          | 1       | 1      | 9.683        | 304       |
| Carriera | 0              | 6          | 21      | 27     | 314.256      | 900       |

*Singolare e Doppio sommati